# San Antonio de Pichincha
San Antonio de Pichincha es una parroquia que está situada al norte de la ciudad de Quito, Ecuador, en el centro mismo de la Mitad del Mundo. Posee una superficie de 116,26 kilómetros cuadrados y se encuentra a 2.439 metros sobre el nivel del mar. La parroquia fue creada en 1901, durante la presidencia de Leónidas Plaza.

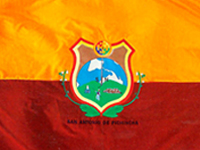
Bandera de San Antonio de Pichincha

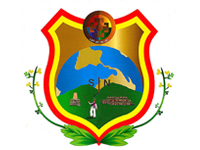
Escudo de San Antonio de Pichincha

## Etimología
Antiguamente se lo conocía el nombre de llanura de Lulumbamba (llanura de frutas maduras). En la época colonial con la influencia de la religión católica, la población toma el nombre de San Antonio de Lulumbamba, nombre que se conserva hasta 1901, fecha en la que cambia a San Antonio de Pomasqui y por petición de los pobladores y a consecuencia de ser elevada a parroquia civil, adopta el nombre actual de San Antonio de Pichincha.

## Cerro Catequilla
KATI= asiento, KILLA= luna. Este pequeño cerro ubicado hacia el Noreste de la parroquia, es atribuido a la presencia humana preincaica en el Ecuador. El hecho más relevante es su ubicación: se encuentra exactamente en el Ecuador geográfico, o mitad del mundo, reflejando el gran conocimiento que los pueblos andinos poseían respecto de los movimientos de los astros y su aplicación en la agricultura ancestral.

## CENTRO INTERACTIVO “BIODIVERSA”
Quito, 1 de junio de 2023
BioDiversa” será el primer centro interactivo de la biodiversidad nacional y se convertirá en un lugar de investigación, colección y exhibición de la megadiversidad del país para el desarrollo científico, educativo y cultural.
Quito, Ecuador. El Presidente de la República, Guillermo Lasso Mendoza, anunció el jueves 1 de junio el lanzamiento del proyecto del Centro Interactivo “BioDiversa”, mediante la suscripción del Decreto Ejecutivo No. 756 que permitirá su establecimiento en la Mitad del Mundo en la infraestructura de la ex UNASUR  
El proyecto tiene como objetivo consolidar a este espacio como la Casa de la Biodiversidad ecuatoriana. El Presidente indicó que BioDiversa tendrá una ubicación estratégica en la Mitad del Mundo, pues además de promover el turismo local e internacional mediante la captación de alrededor de 5.000 visitantes, tiene un gran simbolismo porque es la puerta de la reserva de la biósfera Chocó Andes, una de las áreas más biodiversas del planeta.
A estos grandes beneficios se suma la oportunidad para concretar alianzas y actividades que pueden generar recursos, ya que el proyecto apunta a las 3 dimensiones de la sostenibilidad: ambiental, social y económica.

## Lugares a visitar
- Ciudad Mitad del Mundo
- Centro turístico, Cultural-Científico y Comercial Mitad del Mundo
- Pucará o fortaleza prehispánica Rumicucho[4]

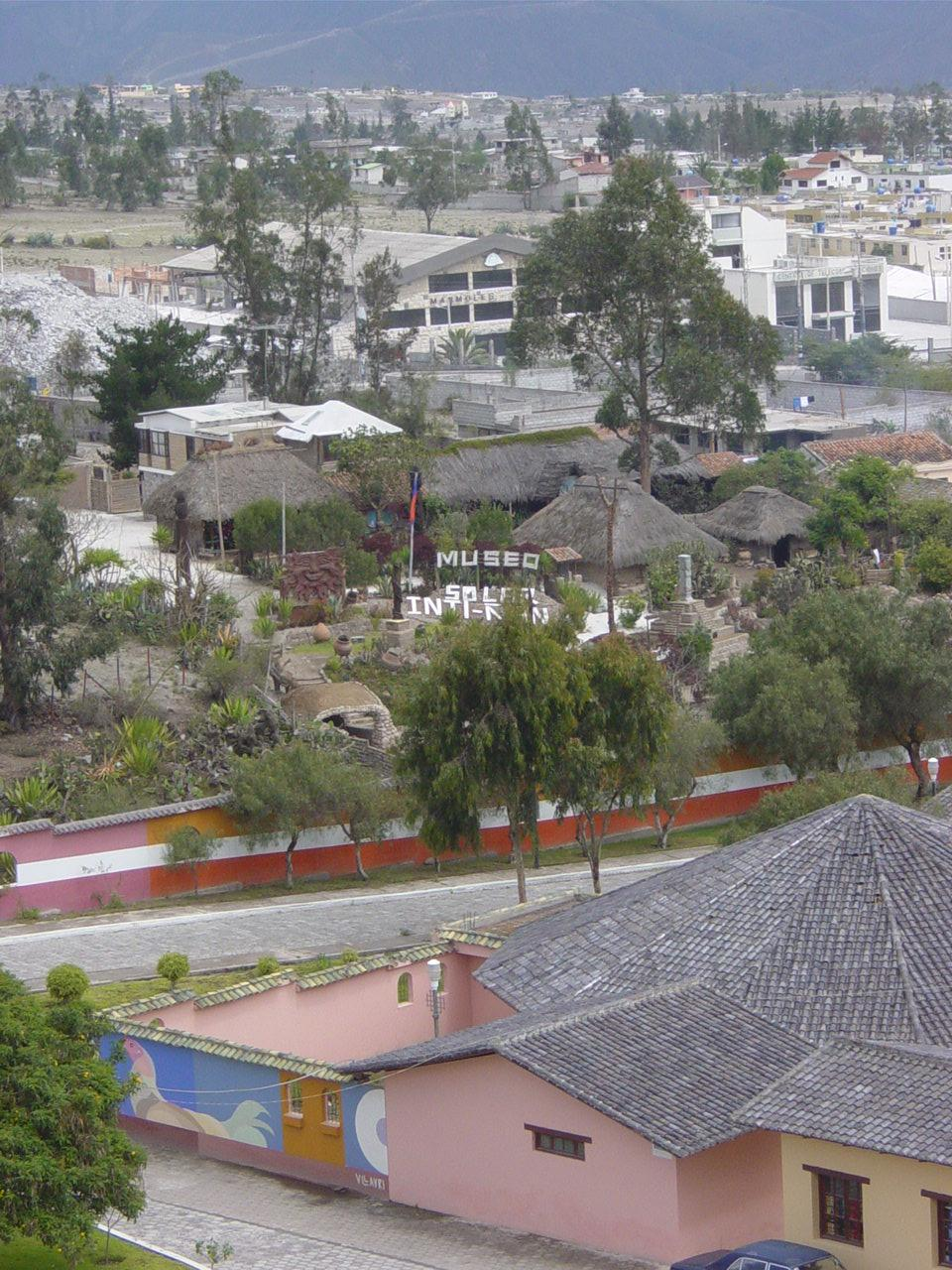
Museo del sitio Inti-Ñan en San Antonio de Pichincha.

- Museo de sitio Inti-Ñan

- Reserva Geobotánica Pululahua